# Pseudopleuropus
Pseudopleuropus là một chi rêu trong họ Brachytheciaceae.